# Col·legi Vedruna (Arbúcies)
El Col·legi Vedruna és una escola d'Arbúcies (Selva). L'edifici és una obra inclosa a l'Inventari del Patrimoni Arquitectònic de Catalunya. El col·legi Vedruna és l'escola privada de la vila d'Arbúcies que va ser concebut en els seus orígens com a Hospital. Es tracta d'una casa entre mitgeres formada per diferents cossos i ampliacions posteriors. L'aspecte actual de la façana data de 1881.

## Edifici
El cos central és de quatre plantes amb cornisa recta. Originalment aquest devia ser només de dues plantes, ja que les obertures de la planta baixa i del primer pis són emmarcades amb pedra, mentre que les dels pisos superiors són senzilles. La porta principal, té la llinda monolítica i la data de 1787 amb una creu al centre. Els brancals presenten grans carreus de pedra i es troba flanquejada per dues finestres protegides per una reixa de ferro forjat. Per accedir a l'edifici, hi ha una escaleta de cinc esglaons. Al primer pis, hi ha dos balcons i cal destacar una fornícula entre ells amb la imatge de la Verge i el nen. Pel que fa al segon i tercer pis, trobem dos balcons més a cada un, amb obertures simples i amb barana de ferro, més treballada que la del primer pis. A la part esquerra hi ha un cos afegit de nova construcció, i a la dreta, una capella amb portalada rectangular i llinda monolítica amb la inscripció “AVE MARIA”. Al centre hi ha una rosassa amb vitrall de colors. Per accedir al temple hi ha també tres esglaons. És una capella que quan es va construir, el 1800, es dedicà a la Mare de Déu dels Dolors però amb l'arribada de les germanes carmelites, passà a estar dedicada a la Mare de Déu del Carme. Perpendicularment a la dreta s'afegeix un altre cos que pertany al col·legi, tot i que és una ampliació posterior. El parament és arrebossat i pintat de beige, amb la fusteria de color verd fosc.

## Història
Aquest edifici fou inicialment un hospital que el reglament de la confraria suposava que a la vila n'hi havia un. L'hospital d'Arbúcies, Lliors i Sant Pere Desplà fou erigit formalment el 1786 per Josep Torrent i Saleta, catedràtic del Seminari de Girona. Per escriptura passada davant el notari d'Arbúcies Aleix Milans, cedí a aquest objecte una casa i hort situats a la vila i un capital de 400 lliures. L'hospital va oferir acolliment fins al 1844. Disposava dels mitjans suficients, i rebia regularment almoines i deixes, però li faltava personal. És quan es va acudir a les religioses que acabava de fundar Joaquima de Vedruna a Vic.
El 1800 es va construir l'església annexa sobre un antic hort del mateix hospital. L'espoliació que va patir al 1809 va suposar una forta davallada per la seva economia.
A la petició de la junta administradora de l'hospital, integrada pel rector Josep Deulonder, Josep Lambert i Aleix Milans, Joaquima de Vedruna va acceptar i passà un mes a Arbúcies deixant una comunitat de tres religioses, que començaren la seva obra pel juliol de 1845. El projecte de la junta no només es limitava a atendre els malalts, sinó que s'estenia a l'ensenyament. Aviat l'espai destinat a escola fou insuficient i el 1856 es va construir una sala per a escola de nenes. Aquesta funció és la que amb els anys perdurà i l'hospital es va ubicar en un altre lloc. Entre 1900-1902 i 1934 s'edificaren noves aules. Avui és una escola de nens i nenes.